# Trois Histoires de l'au-delà
Pour plus de détails, voir Fiche technique et Distribution.
Trois Histoires de l'au-delà (三更, Saam gaang) est l'ensemble de trois films de Kim Jee-woon (Corée du Sud), Nonzee Nimibutr (Thaïlande) et Peter Chan (Hong Kong). Ce film est sorti en 2002.

## Synopsis
Trois Histoires de l'au-delà est en fait (comme son nom l'indique) trois histoires en un seul film. On a donc droit à trois visions différentes sur l'au-delà et le monde des ectoplasmes.
- Souvenirs (Memories, Kim Jee-woon) met en scène Sung-Min, un homme marié, atteint d'une soudaine amnésie et qui ne retrouve plus sa femme.
- La Roue (The Wheel, Nonzee Nimibutr) raconte l'histoire d'une malédiction qui frappe Maître Tong, un marionnettiste.
- Chez nous (Going Home, Peter Chan) se concentre sur l'enquête que mène un policier veuf pour retrouver son fils et sur la découverte qu'il fait dans un appartement[3].

## Fiche technique
- Titre : Trois Histoires de l'au-delà
- Titre original : 三更, Saam gaang
- Titre anglais : Three
- Réalisation : Kim Jee-woon, Nonzee Nimibutr et Peter Chan
- Scénario : Jojo Hui, Kim Jee-woon, Nitas Singhamat et Matt Chow
- Production : Jojo Hui, Nonzee Nimibutr, Duangkamol Limcharoen et Oh Jung-wan
- Musique : Lee Byung-woo, Sinnapa Sarasas et Sung-Woo Cho
- Photographie : Christopher Doyle, Nattawut Kittikhun, Alex Hong Kyung-pyo[réf. nécessaire], Chung Yoon-chul, Nonzee Nimibutr et Chi-Leung Kwong
- Montage : Jung Go-hoo, Rach-chanon Khayanngan et Yee Chung Man
- Pays d'origine : Corée du Sud, Thaïlande et Hong Kong
- Format : Couleurs - 1,85:1 - Dolby Digital 5.1 Surround - 35 mm
- Genre : Epouvante, Horreur
- Durée : 127 minutes
- Dates de sortie :  
  - 12 juillet 2002 (Thaïlande)
  - 15 août 2002 (Hong Kong)
  - 25 juin 2003 (France)

## Distribution[4]
Souvenirs
- Kim Hye-su : Femme de Sung-Min
- Jung Bo-seog : Sung-Min (Mari)

La roue
- Suwinit Panjamawat : Gaan
- Komgich Yuttiyong : Maître Tao
- Pongsanart Vinsiri : Maître Tong
- Kanayavae Chatiawaipreacha : Nuan
- Pornchai Chuvanon : Plew
- Anusak Intasorn : Im
- Pattama Jangjarut : Nan
- Savika Kanchanamas : Sa-Ing
- Vinn Vasinanon : Bua
- Manop Meejamarat : Cht
- Tinnapob Seeweesriruth : Dang

Chez Nous
- Eugenia Yuan : Hai'er
- Eric Tsang	: Chan-Wai
- Leon Lai : Yu

## Récompenses
Le troisième film (Chez nous) a remporté les récompenses suivantes :
- Golden Horse Film Festival en 2002 :
  - Meilleur acteur : Leon Lai
  - Meilleur directeur de la photographie : Christopher Doyle
- Hong Kong Film Awards en 2003 :
  - Meilleur espoir : Eugenia Yuan

## Autour du film
- Autour d'un même thème, ce sont trois réalisateurs de nationalités différentes qui content des histoires de fantômes et d'au-delà, offrant de par cette diversité : une sensibilité et des croyances diverses[5].
- Dans la culture asiatique, on rencontre fréquemment fantômes et revenants. À l'inverse de la civilisation occidentale, les orientaux voient les fantômes comme des âmes errantes à la recherche d'une paix intérieure (donc, absolument pas comme des menaces potentielles). Au Japon, ce qu'on appelle le « Kaidan eiga » (film de fantômes) a vu le jour avec des films tels que Histoires de fantômes japonais de Nobuo Nakagawa (1959), Kwaïdan de Masaki Kobayashi (1964), et bien plus récemment Ring et Dark Water [6]de Hideo Nakata. Hong Kong est aussi relativement célèbre avec des films à succès tels que Histoire de fantômes chinois ou Dans la nuit des temps de Tsui Hark.